# NGC 6546
إن جي سي 6546 (بالألمانية: NGC 6546) التي يرمز لها بالرمز NGC 6546، هي مجرة، في كوكبة الرامي.

## الاكتشاف
اكتشفت في 27 يونيو 1837، بواسطة جون هيرشل.